# Lista câștigătorilor Australian Open (simplu feminin)
Australian Open se dispută pe o perioadă de două săptămâni începând cu jumătatea lunii ianuarie și începând cu anul 1987 este, cronologic, primul dintre cele patru turnee de Grand Slam din fiecare an. Evenimentul nu a avut loc în perioada 1916-1918 din cauza Primului Război Mondial, din 1941 până în 1945 din cauza celui de-Al Doilea Război Mondial și în 1986, deoarece s-a dorit să se mute Australian Open de la mijlocul lunii decembrie 1986 la mijlocul lunii ianuarie 1987. Margaret Court deține recordul din toate timpurile la titlurile de simplu la acest turneu cu 11 titluri câștigate: 7 în era amatorilor și 4 în Open era. Serena Williams deține recordul Open Era cu 7 titluri de simplu. 

## Campioni

### Campionatele Australasiei
| An   | Campioană             | Finalistă           | Scor          |
| ---- | --------------------- | ------------------- | ------------- |
| 1922 | Margaret Molesworth   | Esna Boyd Robertson | 6-3, 10-8     |
| 1923 | Margaret Molesworth   | Esna Boyd Robertson | 6-1, 7-5      |
| 1924 | Sylvia Lance Harper   | Esna Boyd Robertson | 6-3, 3-6, 8-6 |
| 1925 | Daphne Akhurst Cozens | Esna Boyd Robertson | 1-6, 8-6, 6-4 |
| 1926 | Daphne Akhurst Cozens | Esna Boyd Robertson | 6-1, 6-3      |

### Campionatele Australiene

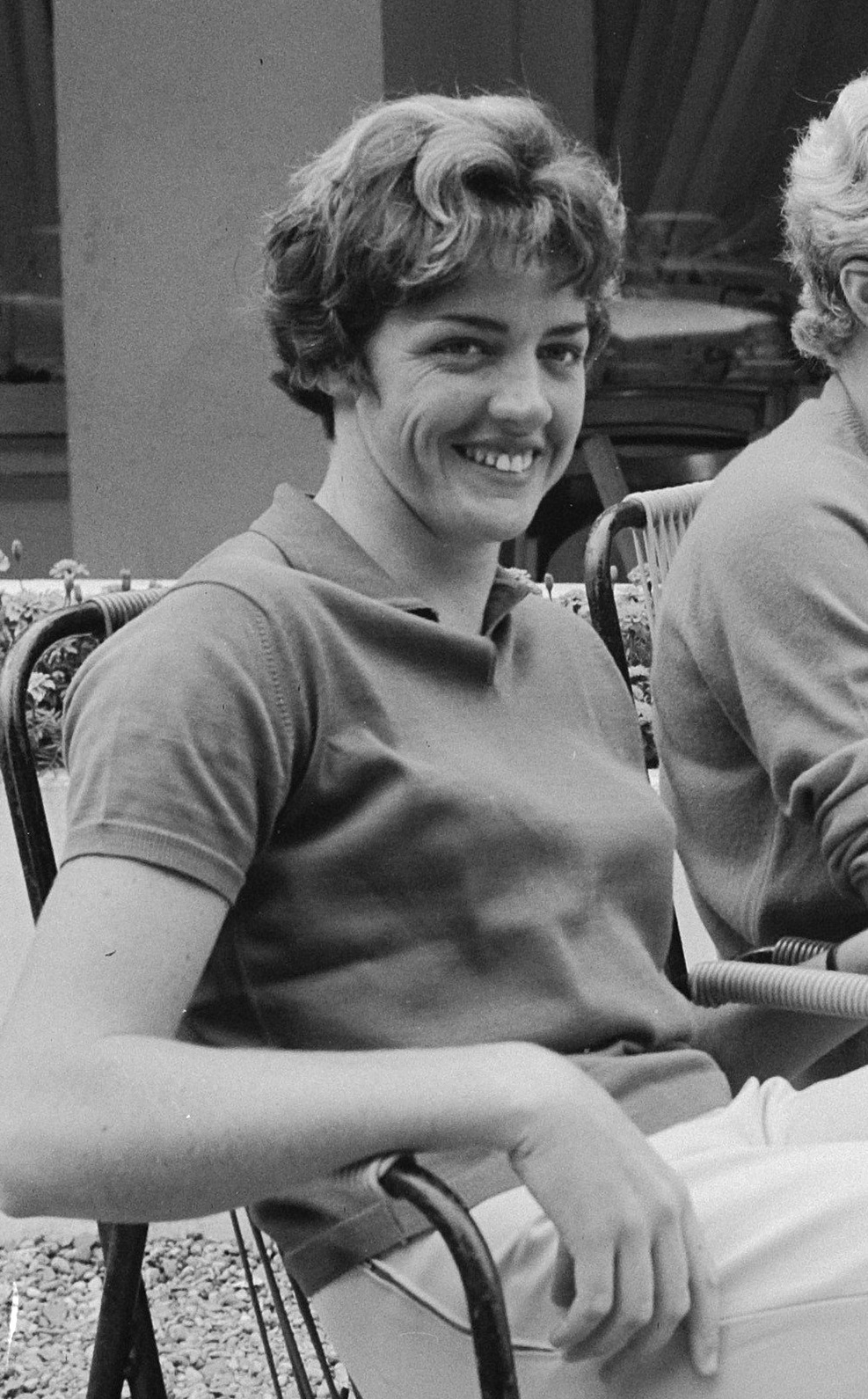
Margaret Court deține recordul din toate timpurile la titlurile de simplu la acest turneu cu 11 titluri câștigate.

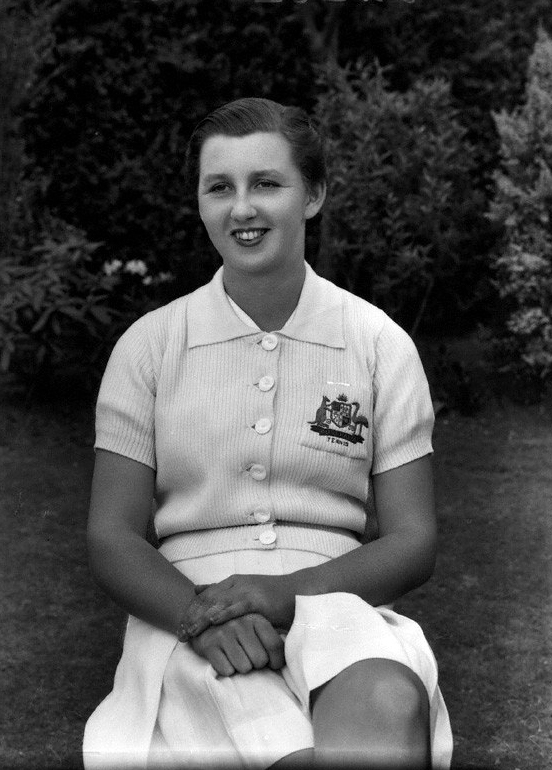
Nancye Wynne Bolton are șase titluri câștigate.

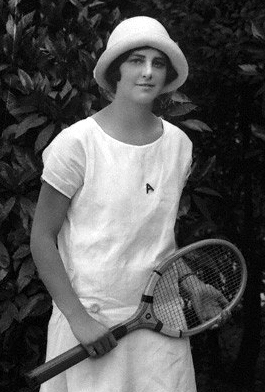
Daphne Akhurst Cozens are cinci titluri câștigate.

| 1927 | Esna Boyd Robertson                        | Sylvia Lance Harper                        | 5-7, 6-1, 6-2                              |                                            |                                            |
| 1928 | Daphne Akhurst Cozens                      | Esna Boyd Robertson                        | 7-5, 6-2                                   |                                            |                                            |
| 1929 | Daphne Akhurst Cozens                      | Louise Bickerton                           | 6-1, 5-7, 6-2                              |                                            |                                            |
| 1930 | Daphne Akhurst Cozens                      | Sylvia Lance Harper                        | 10-8, 2-6, 7-5                             |                                            |                                            |
| 1931 | Coral McInnes Buttsworth                   | Marjorie Cox Crawford                      | 1-6, 6-3, 6-4                              |                                            |                                            |
| 1932 | Coral McInnes Buttsworth                   | Kathrine Le Mesurier                       | 9-7, 6-4                                   |                                            |                                            |
| 1933 | Joan Hartigan Bathurst                     | Coral McInnes Buttsworth                   | 6-4, 6-3                                   |                                            |                                            |
| 1934 | Joan Hartigan Bathurst                     | Margaret Molesworth                        | 6-1, 6-4                                   |                                            |                                            |
| 1935 | Dorothy Round Little                       | Nancy Lyle Glover                          | 1-6, 6-1, 6-3                              |                                            |                                            |
| 1936 | Joan Hartigan Bathurst                     | Nancye Wynne Bolton                        | 6-4, 6-4                                   |                                            |                                            |
| 1937 | Nancye Wynne Bolton                        | Emily Hood Westacott                       | 6-3, 5-7, 6-4                              |                                            |                                            |
| 1938 | Dorothy Bundy Cheney                       | Dorothy Stevenson                          | 6-3, 6-2                                   |                                            |                                            |
| 1939 | Emily Hood Westacott                       | Nell Hall Hopman                           | 6-1, 6-2                                   |                                            |                                            |
| 1940 | Nancye Wynne Bolton                        | Thelma Coyne Long                          | 5-7, 6-4, 6-0                              |                                            |                                            |
| 1941 | Fără competiție (Al Doilea Război Mondial) | Fără competiție (Al Doilea Război Mondial) | Fără competiție (Al Doilea Război Mondial) | Fără competiție (Al Doilea Război Mondial) | Fără competiție (Al Doilea Război Mondial) |
| 1942 | Fără competiție (Al Doilea Război Mondial) | Fără competiție (Al Doilea Război Mondial) | Fără competiție (Al Doilea Război Mondial) | Fără competiție (Al Doilea Război Mondial) | Fără competiție (Al Doilea Război Mondial) |
| 1943 | Fără competiție (Al Doilea Război Mondial) | Fără competiție (Al Doilea Război Mondial) | Fără competiție (Al Doilea Război Mondial) | Fără competiție (Al Doilea Război Mondial) | Fără competiție (Al Doilea Război Mondial) |
| 1944 | Fără competiție (Al Doilea Război Mondial) | Fără competiție (Al Doilea Război Mondial) | Fără competiție (Al Doilea Război Mondial) | Fără competiție (Al Doilea Război Mondial) | Fără competiție (Al Doilea Război Mondial) |
| 1945 | Fără competiție (Al Doilea Război Mondial) | Fără competiție (Al Doilea Război Mondial) | Fără competiție (Al Doilea Război Mondial) | Fără competiție (Al Doilea Război Mondial) | Fără competiție (Al Doilea Război Mondial) |
| 1946 | Nancye Wynne Bolton                        | Joyce Fitch                                | 6-4, 6-4                                   |                                            |                                            |
| 1947 | Nancye Wynne Bolton                        | Nell Hall Hopman                           | 6-3, 6-2                                   |                                            |                                            |
| 1948 | Nancye Wynne Bolton                        | Marie Toomey                               | 6-3, 6-1                                   |                                            |                                            |
| 1949 | Doris Hart                                 | Nancye Wynne Bolton                        | 6-3, 6-4                                   |                                            |                                            |
| 1950 | Louise Brough Clapp                        | Doris Hart                                 | 6-4, 3-6, 6-4                              |                                            |                                            |
| 1951 | Nancye Wynne Bolton                        | Thelma Coyne Long                          | 6-1, 7-5                                   |                                            |                                            |
| 1952 | Thelma Coyne Long                          | Helen Angwin                               | 6-2, 6-3                                   |                                            |                                            |
| 1953 | Maureen Connolly Brinker                   | Julie Sampson Haywood                      | 6-3, 6-2                                   |                                            |                                            |
| 1954 | Thelma Coyne Long                          | Jenny Staley Hoad                          | 6-3, 6-4                                   |                                            |                                            |
| 1955 | Beryl Penrose Collier                      | Thelma Coyne Long                          | 6-4, 6-3                                   |                                            |                                            |
| 1956 | Mary Carter Reitano                        | Thelma Coyne Long                          | 3-6, 6-2, 9-7                              |                                            |                                            |
| 1957 | Shirley Fry Irvin                          | Althea Gibson                              | 6-3, 6-4                                   |                                            |                                            |
| 1958 | Angela Mortimer Barrett                    | Lorraine Coghlan Robinson                  | 6-3, 6-4                                   |                                            |                                            |
| 1959 | Mary Carter Reitano                        | Renee Schuurman Haygarth                   | 6-2, 6-3                                   |                                            |                                            |
| 1960 | Margaret Smith Court                       | Jan Lehane O'Neill                         | 7-5, 6-2                                   |                                            |                                            |
| 1961 | Margaret Smith Court                       | Jan Lehane O'Neill                         | 6-1, 6-4                                   |                                            |                                            |
| 1962 | Margaret Smith Court                       | Jan Lehane O'Neill                         | 6-0, 6-2                                   |                                            |                                            |
| 1963 | Margaret Smith Court                       | Jan Lehane O'Neill                         | 6-2, 6-2                                   |                                            |                                            |
| 1964 | Margaret Smith Court                       | Lesley Turner Bowrey                       | 6-3, 6-2                                   |                                            |                                            |
| 1965 | Margaret Smith Court                       | Maria Bueno                                | 5-7, 6-4, 5-2 (ab.)                        |                                            |                                            |
| 1966 | Margaret Smith Court                       | Nancy Richey Gunter                        | walkover                                   |                                            |                                            |
| 1967 | Nancy Richey Gunter                        | Lesley Turner Bowrey                       | 6-1, 6-4                                   |                                            |                                            |
| 1968 | Billie Jean King                           | Margaret Smith Court                       | 6-1, 6-2                                   |                                            |                                            |

### Australian Open

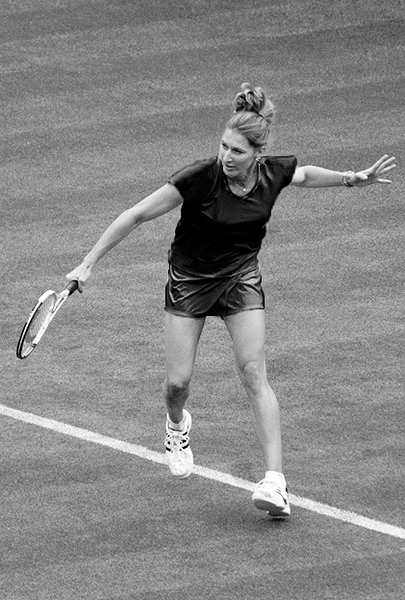
Steffi Graf este de patru ori campioană și a câștigat de trei ori consecutiv.

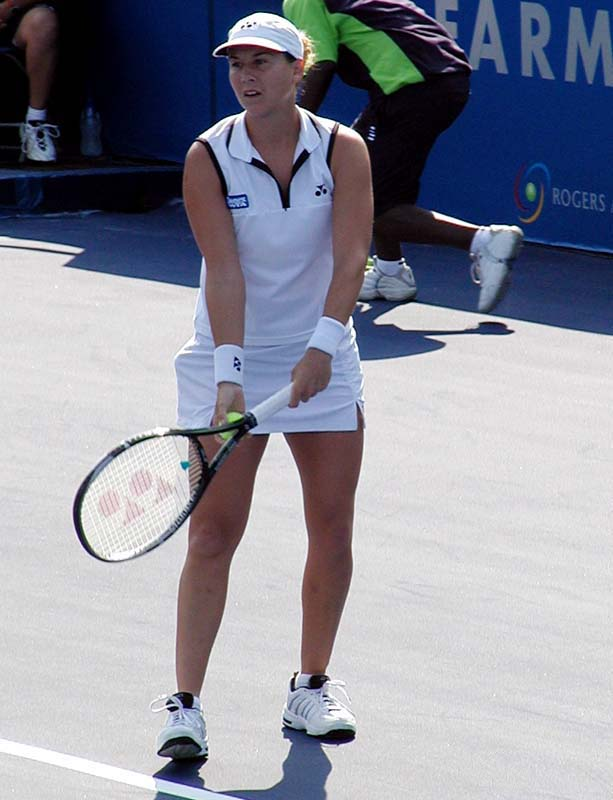
Monica Seles este de patru ori campioană și a câștigat de trei ori consecutiv.

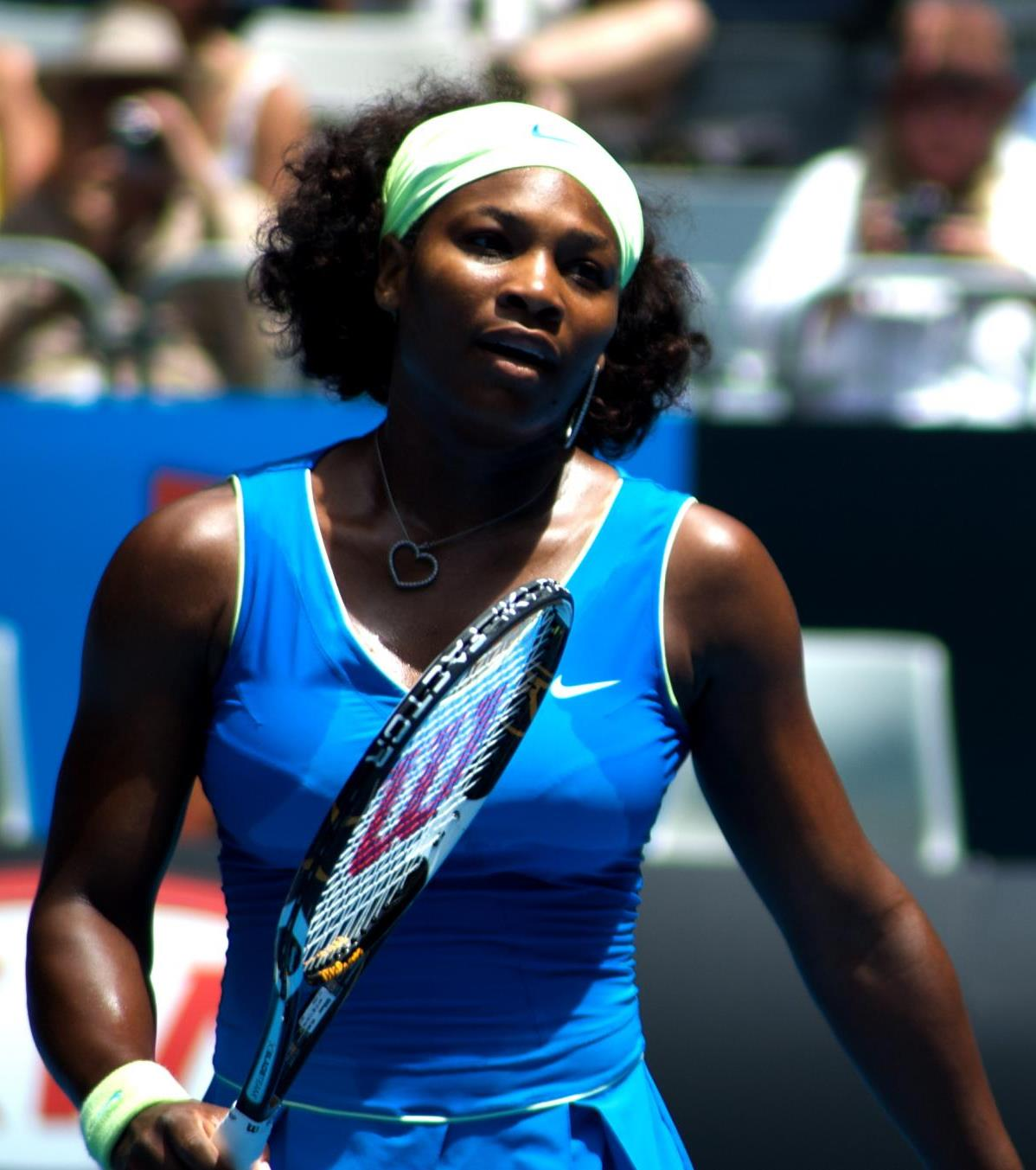
Serena Williams este de șapte ori campioană, un record Open Era

| 1969 | Margaret Smith Court                           | Billie Jean King                               | 6–4, 6–1                                       |                                                |                                                |
| 1970 | Margaret Smith Court                           | Kerry Melville Reid                            | 6–1, 6–3                                       |                                                |                                                |
| 1971 | Margaret Smith Court                           | Evonne Goolagong Cawley                        | 2–6, 7–6(7–0), 7–5                             |                                                |                                                |
| 1972 | Virginia Wade                                  | Evonne Goolagong Cawley                        | 6–4, 6–4                                       |                                                |                                                |
| 1973 | Margaret Smith Court                           | Evonne Goolagong Cawley                        | 6–4, 7–5                                       |                                                |                                                |
| 1974 | Evonne Goolagong Cawley                        | Chris Evert                                    | 7–6(7–5), 4–6, 6–0                             |                                                |                                                |
| 1975 | Evonne Goolagong Cawley                        | Martina Navrátilová                            | 6–3, 6–2                                       |                                                |                                                |
| 1976 | Evonne Goolagong Cawley                        | Renáta Tomanová                                | 6–2, 6–2                                       |                                                |                                                |
| 1977 | Kerry Melville Reid                            | Dianne Fromholtz Balestrat                     | 7–5, 6–2 (ianuarie)                            |                                                |                                                |
| 1977 | Evonne Goolagong Cawley                        | Helen Gourlay Cawley                           | 6–3, 6–0 (decembrie)                           |                                                |                                                |
| 1978 | Christine O'Neil                               | Betsy Nagelsen                                 | 6–3, 7–6(7–3)                                  |                                                |                                                |
| 1979 | Barbara Jordan                                 | Sharon Walsh                                   | 6–3, 6–3                                       |                                                |                                                |
| 1980 | Hana Mandlíková                                | Wendy Turnbull                                 | 6–0, 7–5                                       |                                                |                                                |
| 1981 | Martina Navrátilová                            | Chris Evert                                    | 6–7(7–4), 6–4, 7–5                             |                                                |                                                |
| 1982 | Chris Evert                                    | Martina Navrátilová                            | 6–3, 2–6, 6–3                                  |                                                |                                                |
| 1983 | Martina Navrátilová                            | Kathy Jordan                                   | 6–2, 7–6(7–5)                                  |                                                |                                                |
| 1984 | Chris Evert                                    | Helena Suková                                  | 6–7(4–7), 6–1, 6–3                             |                                                |                                                |
| 1985 | Martina Navrátilová                            | Chris Evert                                    | 6–2, 4–6, 6–2                                  |                                                |                                                |
| 1986 | Fără competiție (s-a modificat data turneului) | Fără competiție (s-a modificat data turneului) | Fără competiție (s-a modificat data turneului) | Fără competiție (s-a modificat data turneului) | Fără competiție (s-a modificat data turneului) |
| 1987 | Hana Mandlíková                                | Martina Navrátilová                            | 7–5, 7–6(7–1)                                  |                                                |                                                |
| 1988 | Steffi Graf                                    | Chris Evert                                    | 6–1, 7–6(7–3)                                  |                                                |                                                |
| 1989 | Steffi Graf                                    | Helena Suková                                  | 6–4, 6–4                                       |                                                |                                                |
| 1990 | Steffi Graf                                    | Mary Joe Fernández                             | 6–3, 6–4                                       |                                                |                                                |
| 1991 | Monica Seles                                   | Jana Novotná                                   | 5–7, 6–3, 6–1                                  |                                                |                                                |
| 1992 | Monica Seles                                   | Mary Joe Fernández                             | 6–2, 6–3                                       |                                                |                                                |
| 1993 | Monica Seles                                   | Steffi Graf                                    | 4–6, 6–3, 6–2                                  |                                                |                                                |
| 1994 | Steffi Graf                                    | Arantxa Sánchez Vicario                        | 6–0, 6–2                                       |                                                |                                                |
| 1995 | Mary Pierce                                    | Arantxa Sánchez Vicario                        | 6–3, 6–2                                       |                                                |                                                |
| 1996 | Monica Seles                                   | Anke Huber                                     | 6–4, 6–1                                       |                                                |                                                |
| 1997 | Martina Hingis                                 | Mary Pierce                                    | 6–2, 6–2                                       |                                                |                                                |
| 1998 | Martina Hingis                                 | Conchita Martínez                              | 6–3, 6–3                                       |                                                |                                                |
| 1999 | Martina Hingis                                 | Amélie Mauresmo                                | 6–2, 6–3                                       |                                                |                                                |
| 2000 | Lindsay Davenport                              | Martina Hingis                                 | 6–1, 7–5                                       |                                                |                                                |
| 2001 | Jennifer Capriati                              | Martina Hingis                                 | 6–4, 6–3                                       |                                                |                                                |
| 2002 | Jennifer Capriati                              | Martina Hingis                                 | 4–6, 7–6(9–7), 6–2                             |                                                |                                                |
| 2003 | Serena Williams                                | Venus Williams                                 | 7–6(7–4), 3–6, 6–4                             |                                                |                                                |
| 2004 | Justine Henin                                  | Kim Clijsters                                  | 6–3, 4–6, 6–3                                  |                                                |                                                |
| 2005 | Serena Williams                                | Lindsay Davenport                              | 2–6, 6–3, 6–0                                  |                                                |                                                |
| 2006 | Amelie Mauresmo                                | Justine Henin                                  | 6–1, 2–0 (ab.)                                 |                                                |                                                |
| 2007 | Serena Williams                                | Maria Șarapova                                 | 6–1, 6–2                                       |                                                |                                                |
| 2008 | Maria Sharapova                                | Ana Ivanović                                   | 7–5, 6–3                                       |                                                |                                                |
| 2009 | Serena Williams                                | Dinara Safina                                  | 6–0, 6–3                                       |                                                |                                                |
| 2010 | Serena Williams                                | Justine Henin                                  | 6–4, 3–6, 6–2                                  |                                                |                                                |
| 2011 | Kim Clijsters                                  | Na Li                                          | 3–6, 6–3, 6–3                                  |                                                |                                                |
| 2012 | Victoria Azarenka                              | Maria Șarapova                                 | 6–3, 6–0                                       |                                                |                                                |
| 2013 | Victoria Azarenka                              | Na Li                                          | 4–6, 6–4, 6–3                                  |                                                |                                                |
| 2014 | Na Li                                          | Dominika Cibulková                             | 7–6(7–3), 6–0                                  |                                                |                                                |
| 2015 | Serena Williams                                | Maria Șarapova                                 | 6–3, 7–6(7–5)                                  |                                                |                                                |
| 2016 | Angelique Kerber                               | Serena Williams                                | 6–4, 3–6, 6–4                                  |                                                |                                                |
| 2017 | Serena Williams                                | Venus Williams                                 | 6–4, 6–4                                       |                                                |                                                |
| 2018 | Caroline Wozniacki                             | Simona Halep                                   | 7–6(7–2), 3–6, 6–4                             |                                                |                                                |
| 2019 | Naomi Osaka                                    | Petra Kvitova                                  | 7–6(7–2), 5–7, 6–4                             |                                                |                                                |
| 2020 | Sofia Kenin                                    | Garbiñe Muguruza                               | 4–6, 6–2, 6–2                                  |                                                |                                                |
| 2021 | Naomi Osaka                                    | Jennifer Brady                                 | 6–4, 6–3                                       |                                                |                                                |
| 2022 | Ashleigh Barty                                 | Danielle Collins                               | 6–3, 7–6(7–2)                                  |                                                |                                                |
| 2023 | Arina Sabalenka                                | Elena Rîbakina                                 | 4–6, 6–3, 6–4                                  |                                                |                                                |
| 2024 | Arina Sabalenka                                | Qinwen Zheng                                   | 6–3, 6–2                                       |                                                |                                                |
| 2025 | Madison Keys                                   | Arina Sabalenka                                | 6–3, 2–6, 7–5                                  |                                                |                                                |

## Statistici

### Campioane multiple
| Jucătoare                     | Amateur Era | Open Era | Toate timpurile | Ani                                                              |
| ----------------------------- | ----------- | -------- | --------------- | ---------------------------------------------------------------- |
| Margaret Smith Court (AUS)    | 7           | 4        | 11              | 1960, 1961, 1962, 1963, 1964, 1965, 1966, 1969, 1970, 1971, 1973 |
| Serena Williams (USA)         | 0           | 7        | 7               | 2003, 2005, 2007, 2009, 2010, 2015, 2017                         |
| Nancye Wynne Bolton (AUS)     | 6           | 0        | 6               | 1937, 1940, 1946, 1947, 1948, 1951                               |
| Daphne Akhurst Cozens (AUS)   | 5           | 0        | 5               | 1925, 1926, 1928, 1929, 1930                                     |
| Evonne Goolagong Cawley (AUS) | 0           | 4        | 4               | 1974, 1975, 1976, 1977(Dec)                                      |
| Steffi Graf (GER)             | 0           | 4        | 4               | 1988, 1989, 1990, 1994                                           |
| Monica Seles (YUG) (USA)      | 0           | 4        | 4               | 1991, 1992, 1993, 1996                                           |
| Joan Hartigan Bathurst (AUS)  | 3           | 0        | 3               | 1933, 1934, 1936                                                 |
| Martina Hingis (SUI)          | 0           | 3        | 3               | 1997, 1998, 1999                                                 |
| Martina Navratilova (USA)     | 0           | 3        | 3               | 1981, 1983, 1985                                                 |
| Victoria Azarenka (BLR)       | 0           | 2        | 2               | 2012, 2013                                                       |
| Coral Buttsworth (AUS)        | 2           | 0        | 2               | 1931, 1932                                                       |
| Jennifer Capriati (USA)       | 0           | 2        | 2               | 2001, 2002                                                       |
| Chris Evert (USA)             | 0           | 2        | 2               | 1982, 1984                                                       |
| Thelma Coyne Long (AUS)       | 2           | 0        | 2               | 1952, 1954                                                       |
| Hana Mandlíková (CZE)         | 0           | 2        | 2               | 1980, 1987                                                       |
| Margaret Molesworth (AUS)     | 2           | 0        | 2               | 1922, 1923                                                       |
| Naomi Osaka (JPN)             | 0           | 2        | 2               | 2019, 2021                                                       |
| Mary Carter Reitano (AUS)     | 2           | 0        | 2               | 1956, 1959                                                       |

### Campioane după țară
| Țară                       | Amateur Era | Open Era | Toate timpurile | Primul titlu | Ultimul titlu |
| -------------------------- | ----------- | -------- | --------------- | ------------ | ------------- |
| Australia                  | 33          | 11       | 41              | 1922         | 2022          |
| Statele Unite ale Americii | 7           | 18       | 25              | 1938         | 2020          |
| Germania                   | 0           | 5        | 5               | 1988         | 2016          |
| Elveția                    | 0           | 3        | 3               | 1997         | 1999          |
| Regatul Unit               | 2           | 1        | 3               | 1935         | 1972          |
| Iugoslavia                 | 0           | 3        | 3               | 1991         | 1993          |
| Belarus                    | 0           | 2        | 2               | 2012         | 2013          |
| Belgia                     | 0           | 2        | 2               | 2004         | 2011          |
| Cehoslovacia               | 0           | 2        | 2               | 1980         | 1987          |
| Franța                     | 0           | 2        | 2               | 1995         | 2006          |
| Japonia                    | 0           | 2        | 2               | 2019         | 2021          |
| China                      | 0           | 1        | 1               | 2014         | 2014          |
| Danemarca                  | 0           | 1        | 1               | 2018         | 2018          |
| Rusia                      | 0           | 1        | 1               | 2008         | 2008          |